# Чемпіонат Косова з футболу 2015—2016
Райфайзен суперліга Косова 2015–2016 — 17-ий сезон Чемпіонату Косова з футболу. 
Титул чемпіону здобув Феронікелі.

## Клуби
| Клуб       | Місто               | Стадіон          | Вмістимість |
| ---------- | ------------------- | ---------------- | ----------- |
| Айвалія    | Приштина            | Айвалія          | 1,000       |
| Беса       | Печ                 | Шахін Гаксісламі | 8,500       |
| Вуштррія   | Вучітрн             | Міський          | 7,000       |
| Гнілане    | Гнілане             | Міський стадіон  | 15,000      |
| Дреніца    | Скендерай           | Байрам Аліу      | 2,000       |
| Дріта      | Гнілане             | Міський          | 15,000      |
| Істогу     | Істог               | Демуш Маврай     | 6,000       |
| Лірія      | Прізрен             | Перпарім Тачі    | 15,000      |
| Ллапі      | Подуєво             | Захір Паязіті    | 2,000       |
| Приштина   | Приштина            | Фаділь Вокрі     | 16,000      |
| Трепча'89  | Косовська Мітровіца | Різа Лушта       | 12,000      |
| Феронікелі | Глоговац            | Рексеп Рексепі   | 2,000       |

## Турнірна таблиця
| М   | Команда     | І  | В  | Н | П  | МЗ | МП | РМ  | О  |
| --- | ----------- | -- | -- | - | -- | -- | -- | --- | -- |
| 1.  | Феронікелі* | 33 | 21 | 6 | 6  | 53 | 27 | +26 | 69 |
| 2.  | Айвалія     | 33 | 17 | 8 | 8  | 44 | 26 | +18 | 59 |
| 3.  | Трепча'89   | 33 | 16 | 8 | 9  | 53 | 30 | +23 | 56 |
| 4.  | Беса        | 33 | 16 | 5 | 12 | 37 | 27 | +10 | 53 |
| 5.  | Гнілане     | 33 | 14 | 7 | 12 | 29 | 27 | +2  | 49 |
| 6.  | Ллапі       | 33 | 12 | 8 | 13 | 44 | 44 | 0   | 44 |
| 7.  | Лірія       | 33 | 12 | 8 | 13 | 35 | 45 | −10 | 44 |
| 8.  | Приштина*   | 33 | 12 | 7 | 14 | 29 | 34 | −5  | 43 |
| 9.  | Дреніца     | 33 | 12 | 4 | 17 | 38 | 48 | −10 | 40 |
| 10. | Дріта       | 33 | 9  | 9 | 15 | 33 | 43 | −10 | 36 |
| 11. | Істогу      | 33 | 10 | 4 | 19 | 24 | 40 | −16 | 34 |
| 12. | Вуштррія    | 33 | 6  | 8 | 19 | 24 | 52 | −28 | 26 |

Примітки: 

1. Клуб Феронікелі в червні отримав відмову від УЄФА у зв'язку з відсутністю вимог ліцензування, а також через те, що клуб не може забезпечити відповідний стадіон та УЄФА не дозволяє їм проводити домашні матчі в іншій країні.

2. Клуб Приштина переміг у Кубку Косова з футболу 2015—2016, але не візьме участь у Лізі Європи УЄФА 2016—2017, бо у червні отримав відмову від УЄФА у зв'язку з відсутністю вимог ліцензування, а також через те, що клуб не може забезпечити відповідний стадіон та УЄФА не дозволяє їм проводити домашні матчі в іншій країні.

Позначення:
|  | — участь у раунді за право залишитись в елітному дивізіоні |
|  | — клуб, який залишає елітний дивізіон                      |

## Плей-оф
| Команда 1     | Рахунок         | Команда 2  |
| ------------- | --------------- | ---------- |
| 1 червня 2016 |                 |            |
| Дреніца       | 2:1             | Дукаджині  |
| 2 червня 2016 |                 |            |
| Дріта         | 1:1 дч пен. 4:2 | Фламуртарі |